# Paul Haenlein

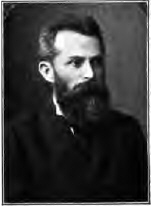
Paul Haenlein

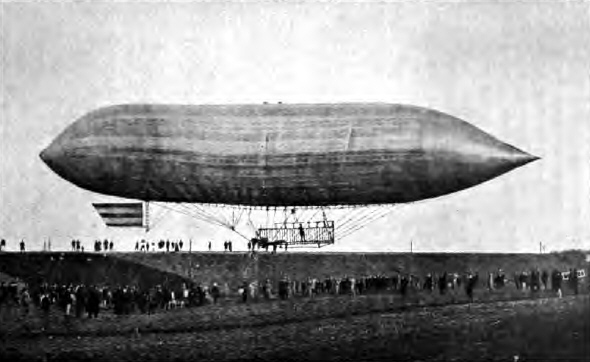
Luftschiff Aeolus

Paul Haenlein (* 17. Oktober 1835 in Köln; † 27. Januar 1905 in Mainz) war ein deutscher Erfinder und Pionier der Luftschifffahrt.

## Leben
Paul Haenlein war der Sohn des Mainzer Schiffskapitäns Johann Baptist Haenlein und dessen Ehefrau Wilhelmine, geborene Poirez. Die Familie betrieb ab 1764 ein Fisch-Export-Geschäft. Nach Anschluss der Realschule und einer abgebrochenen Modelltischler-Lehre lernte er Maschinenbau in der Firma Rupp. Anschließend absolvierte er ein Studium des Maschinenbaus am Polytechnikum in Karlsruhe. Als Maschinenbauingenieur arbeitete er bis 1861 bei der Kölnischen Maschinenbau AG in Bayenthal und wechselte anschließend nach Stockholm. 1864 bekam er eine Anstellung als Maschinenkonstrukteur in London. In dieser Zeit entwickelte er die Idee eines von einem Gasmotor angetriebenen und dadurch lenkbaren Luftschiffs. Das benötigte Kraftgas sollte der Ballonhülle entnommen werden. Am 1. April 1865 erhielt er ein Patent auf diese Erfindung.
1868 kehrte Haenlein nach Mainz zurück und begann ein verkleinertes Modell seines Luftschiffs zu bauen. Bei einer Länge von zehn Metern hatte der Ballonkörper einen Durchmesser von mehr als zwei Metern. Haenlein stellte das Modell der Mainzer Öffentlichkeit am 5. Oktober 1871 in der Fruchthalle vor. Obwohl die Vorführung erfolgreich war, gelang es ihm nicht, private Geldgeber zum Bau eines großen Luftschiffs zu finden.
Mehr Erfolg hatte er in Wien mit einem zweiten Modell. Nach zwei Vorführungen im großen Redoutensaal der Wiener Hofburg und in den Sofiensälen konnte Haenlein mit Hilfe des Niederösterreichischen Gewerbevereins eine Gesellschaft „zum Zweck der Ausführung eines großen personentragenden Ballons“ gründen. 1872 wurde das 50 Meter lange Luftschiff Aeolus gebaut. Die Hülle wurde von Reithoffer in Wimpassing gefertigt. Weil Haenlein in Wiener Neustadt kein Stadtgas für die Ballonfüllung erhielt, fand der erste Test des Luftschiffs am 13. Dezember 1872 in Brünn statt. Das zum Füllen verwendete Leuchtgas stellte sich aber als zu schwer heraus. Nachdem Haenlein kurzerhand die großen Kühlwasserreservoirs durch einen Notkühler ersetzt hatte, erhob sich das Luftschiff in eine Höhe von bis zu 20 Metern. Von Soldaten an Seilen locker gehalten erreichte es eine Geschwindigkeit von 18 km/h, mehr als jedes Luftschiff zuvor, und war damit auch gegen den Wind steuerbar. Zu einer Weiterentwicklung des Luftschiffs kam es nicht, da Haenlein nach dem Wiener Gründerkrach von 1873 keine weiteren Geldmittel auftreiben konnte und die Gesellschaft sich auflöste.
Am 10. Juni 1877 heiratete Haenlein Mathilde Thanel in Wien.
Haenlein wurde kurz darauf von der Maschinenfabrik Sulzer in Winterthur in der Schweiz als Maschinenkonstrukteur angestellt. 1878 wechselte er zur Maschinenfabrik Friedrich von Martinis in Frauenfeld, wo er zwanzig Jahre tätig war. Als 1881 in Berlin der Deutsche Verein zur Förderung der Luftschifffahrt mit dem Ziel gegründet wurde, die „Möglichkeit der Herstellung lenkbarer Luftschiffe zur allgemeinen Kenntnis zu bringen und für die Beschaffung der zu ihrem Bau erforderlichen Geldmittel zu werben“, trat Haenlein ihm noch im selben Jahr bei. Seine Hoffnung, über den Verein Mittel zur Fortsetzung seiner Arbeiten beschaffen zu können, erfüllte sich jedoch nicht. Nach Mainz zurückgekehrt fasste er 1904 seine Ideen zum Luftschiffbau in der Broschüre Über das jetzige Stadium des lenkbaren Luftschiffes zusammen.
Haenlein starb 1905 im Alter von 69 Jahren im ehemaligen Mainzer St. Vincenz-Hospital. Sein Grab befindet sich auf dem Mainzer Hauptfriedhof.

## Leistung
Haenleins Verdienst ist es, als erster das Potential des Verbrennungsmotors für die Luftschifffahrt erkannt zu haben.
Er selbst sagte 1882:
„Die Konstruktion einer Flugmaschine wird häufig durch eine Kombination von Rädern, Hebeln, Exzentern und so weiter angestrebt, während sie in Wirklichkeit nur in einem unendlich leichten und zuverlässigen Motor zu suchen ist.“
Seine Idee, Teile des Traggases als Kraftgas für den Motor zu verwenden, wurde 60 Jahre später zumindest probeweise wieder aufgegriffen, z. B. beim LZ 129.

## Schriften (Auswahl)
- Paul Haenlein: Das lenkbare Luftschiff im Kriegsfalle. In: Zeitschrift des Vereins zur Förderung der Luftschifffahrt. 4, 1885, S. 174–177.
- Paul Haenlein: Über das jetzige Stadium des lenkbaren Luftschiffes. Grethlein, Leipzig 1904.